# Il commissario Spada
Il commissario Spada è una serie a fumetti ideata da Gianluigi Gonano e Gianni De Luca; viene considerata una delle più innovative del periodo.

## Storia editoriale
La serie venne pubblicata sul settimanale Il Giornalino dal 1970 al 1982. L'intera serie di storie venne ristampata in bianco e nero in una serie di volumi pubblicati dal 2003 al 2006 dagli editori Black Velvet ed Edizioni BD e da Mondadori in un unico volume di grande formato nel 2017.

## Personaggi e trama
Il protagonista della serie è Eugenio Spada, un poliziotto funzionario della Criminalpol alla squadra mobile di Milano, dedito al suo lavoro e rimasto vedovo della moglie Lucia e con un figlio quindicenne, Mario. Le vicende sono connesse con l'attualità italiana degli anni settanta, contestazione giovanile, terrorismo, malavita organizzata, satanismo, diffusione delle droga. Il personaggio è ispirato graficamente a Gino Tomaselli, un redattore della rivista e responsabile dell'incontro fra i due autori della serie; la somiglianza venne poi modificata verso la fine del 1970 giustificandola con un incidente automobilistico del quale il personaggio rimane vittima e che lo costringe a una plastica facciale che gli conferisce la fisionomia definitiva. Comprimari della serie sono, sul posto di lavoro, i colleghi di Spada, il commissario capo Allegri, il brigadiere Pensotti, gli agenti Andreola e Clerici, e nelle ultime storie il commissario Corsini, e nella vita privata il figlio Mario, la governante Teresa, oltre a un informatore, un ladro di nome Sgrinfia. Fra i numerosi avversari del commissario, vi sono terroristi, ladri e assassini; in particolare, Geronimo, uomo molto intelligente e pericoloso che mette in atto, facendola sempre franca, azioni dimostrative contro la società civile; un altro difficile avversario è un gruppo terroristico chiamato "Aut aut", protagonista della "Trilogia del terrorismo".

## Lista degli episodi
- Il ladro d'uranio (1970)
- L'uomo senza ricordi (1970)
- Un mezzo successo (1970)
- Il segreto dell'isola (1970)
- L'incidente (1970)
- La caccia (1971)
- Mario Mario (1971)
- Un uomo di fegato (1971)
- Il caso della freccia (1972)
- Geronimo! (1973)
- Patto col diavolo (1973)
- I Figli del Serpente (1974)
- Il mondo di Sgrinfia (1975)
- I terroristi (1979)
- La grande confusione (1979)
- Strada (1979)
- La scelta (1979)
- Fantasmi (1982)

## Riconoscimenti
- Premio Yellow Kid alla settima edizione di Lucca Comics.[8]